# Antonio Paredes Candia
José Antonio Paredes Candia (La Paz, 10 de julio de 1924 – 12 de diciembre de 2004) fue un escritor e investigador boliviano. Su obra abarca desde mitos y leyendas, cuentos y tradiciones bolivianas, hasta investigaciones del folklore del país, sus personajes, costumbres y supersticiones

## Biografía

### Infancia
José Antonio Paredes Candia nació en una reconocida familia política e intelectual de Bolivia. Hijo del historiador Manuel Rigoberto Paredes Iturri y de Haydee Candia Torrico.              
Toda su infancia la vivió en la zona norte de La Paz, en una casona en la Calle Sucre y Junín. Sus hermanos son Orestes, Mercedes, la fallecida escritora Elsa Paredes de Salazar, y el empresario  Rigoberto Paredes Candia. 

Su madre, amante del arte, era conocida por su pasión por el canto y la música clásica, siendo muy común encontrarla sentada en su vieja petaca a la puerta de su casa, cantando varias famosas óperas acompañada de su guitarra. Fue ella quien apoyó e impulsó a Antonio a descubrir su talento para la escritura.
“Cuando era pequeño, él se sentaba frente a ella en el enfarolado de su casa, ella leyendo a Vargas Vila y él con sus cuentos de calleja que traían de España y que ambos solían ir a comprar a la librería de José Val en la esquina de la Ingavi y Yanacocha”.
De esa forma empezó a escribir desde muy niño, inspirado por el aire que respiraba en ese hogar. Fue en ese entorno en el que comienza sus primeras observaciones de lo que constituye lo “boliviano” y las tradiciones. En algunos de sus libros se puede leer algunas de sus impresiones de aquella época, como en este ejemplo acerca de la persona que cocinaba para la familia, muy cercana a ellos:
“Llegó a la casa muy joven, casi una tawaco, y vivió con nosotros formando una familia más de cuarenta años. ¡Toda una vida! (…) Su figura me es inolvidable. Como toda dama aymara, era pequeña de estatura, morena de tez, de nariz aguileña y ojos un poco cansados. No gustaba vestir de colores fuertes, sino discretos; así como discreto y susurrante era el tono de su voz cuando hablaba. Nunca le vimos discutir y menos pelear con otras gentes. Era una dama andina.”
Fue estudiante del Colegio Félix Reyes Ortiz, en el cual fue compañero de curso del que luego se convertiría en el célebre dramaturgo y pionero del teatro popular boliviano Raúl Salmón de la Barra. Estudió también en los colegios  Mariscal de Ayacucho y en el Sagrado Corazón de Jesús de la ciudad de Sucre.

### Juventud
A sus 20 años realizó el servicio militar por casi dos años en el “Regimiento Abaroa, Primero de Caballería” y después regresó a la ciudad de La Paz. Fue en esta experiencia en la que pudo ver directamente la realidad del pueblo boliviano, pasión que marcaría su destino y marcaría sus investigaciones futuras.  

Siempre tuvo una fuerte inclinación por la enseñanza lo cual lo llevó tempranamente recorrer los rincones más recónditos del país llevando consigo su atado de libros para desempeñar el trabajo de maestro en varias regiones del altiplano, centros mineros y el sur del país durante la década de los 40 y 50. Es en estas experiencias que, debido a la necesidad del público al que se enfocaba, Don Antonio desarrolla ese lenguaje tan sencillo y paternal que uno advierte en sus libros. Él era consciente de que ellos no estaban enfocados a la elite intelectual del país sino a las clases más bajas, las clases que precisamente no leen ni tienen acceso a ninguna clase de información. Él decía, 
“(…) Pensé y sabía que mi pueblo necesitaba que se le lleve el libro; había que entregarle el libro en las manos, y ese fue mi objetivo. (…) Para mí, el escritor es un obrero más en la sociedad; no es el privilegiado que está sentado en un altar de barro. El escritor más que cualquier otro debe ser el que transmita su pensamiento, el que guíe en cierto modo a la sociedad (…) Yo creo que ahí reside el éxito de mis novelitas para los niños, pues sin hacer politiquería transmito los problemas en los que debe fijarse la gente, que debe tratar de enmendarlos”.
Durante su juventud realizó viajes con su teatro de guiñol con marionetas que él mismo creaba. Escogía como destino los lugares más remotos del país y armado de sus títeres, cajones con libros, y sus pocos bienes personales, se lanzaba a la heroica hazaña de culturizar un país en el cual las castas indígenas han sido dejadas de lado y el acceso a la información está reservado para las familias con mayores recursos económicos. Es en este periodo en el que poco a poco llega a convertirse en ese personaje familiar del “Tío Antonio”, el “Amauta” blanco que viene desde la ciudad al pueblo que nadie va. Valiente, armando su teatro en medio del tumulto de indígenas aimaras que se congregaban a su alrededor para ver qué les traía ese gigante tan extraño o no? O si .

### Etapa adulta
Dedicó desde entonces su vida   a la ardua tarea de transmitir al pueblo boliviano la pasión por la literatura y por sus propias costumbres. Fue en este periodo cuando descubrió que Bolivia si tiene el interés por conocer más sobre sus escritores, mas no los medios para acceder a ellos. Fundó entonces las “Ferias Culturales Populares” en las cuales él mismo salía a vender los libros a la calle. Esto rompía con la imagen del literato intelectual burgués, transformándose más bien en el poeta del pueblo, aquel que interactúa directamente con el ciudadano a pie. Varios escritores se sumaron a estas famosas ferias que ahora han sido instauradas de forma permanente en la ciudad de La Paz en el pasaje Marina Núñez del Prado. 
Su amor por la investigación convirtió rápidamente a Antonio en uno de los escritores bolivianos más leídos, con una obra que abarca más de 100 libros escritos en vida sobre costumbres, tradiciones, leyendas, artesanías, cuentos, investigaciones profundas y específicas, e incluso un “Diccionario del saber popular”. No gozó nunca de favor alguno, patrocinio, subvención política o extranjera, ni de medios de publicidad. Armó su historia con sus propias manos, sin la ayuda ni aprobación de nadie.
En lo personal, Antonio era una persona de conversación muy amena, plagado de anécdotas sobre personajes bolivianos e historia universal. Se dice que caminar con las calles con él suponía recibir una cátedra de historia boliviana.  El humor siempre fue parte de su vida además de su inmenso cariño por los niños y los animales. Estos últimos expresados en la inmensa devoción que sentía por su mascota y compañera de años, Isolda. 
Permaneció soltero toda la vida pero adoptó al hijo de su amigo de infancia que conoció en la hacienda de su padre Rigoberto. Huáscar Paredes Candia es el único hijo de Antonio y el custodio de parte de la colección sus libros y su publicación. 
En la última etapa de su vida, Antonio Paredes Candia decide donar su colección privada de arte. Un patrimonio estimado en un valor de medio millón de dólares en obras de arte boliviano, esculturas, y piezas arqueológicas salvadas de manos de los famosos “huaqueros”. Todo este patrimonio lo juntó toda su vida y ahora yace en lo que es el primer museo de la ciudad de El Alto desde el 2002, uno de los museos más completos de Bolivia. 
Amante de su país, recorrió los nevados, el altiplano, los valles y selvas,  siempre a su paso dejando una huella de cultura enseñando lo mucho que sabía. “La infortunada patria”, solía decir él al referirse a su país. Un mayúsculo problema de Bolivia es la educación, y el hizo lo que pudo por hacer un verdadero cambio. “El amor a la patria; ahí finca mi amor a Bolivia porque solo se ama lo que bien se conoce”. 
El 2004 es diagnosticado con un cáncer hepático. Luego de que el doctor le explica que le queda poco de vida es inmediatamente trasladado a un cuarto en el hotel de su hermano menor Rigoberto a pasar lo que serían sus últimas semanas. Cantidades incontables de personas se reúnen para visitarlo todos los días hasta su último respiro. De esa forma Antonio finalmente pudo presenciar el verdadero resultado de su obra; después de tantos años su obra si llegó al público que él tenía apuntado, al pueblo y “los de abajo”. Antes de su fallecimiento es nombrado doctor honoris causa por la Universidad Franz Tamayo de la ciudad de La Paz. Seguido a esto varios reconocimientos de las autoridades del país, siéndole otorgada la medalla al Mérito Cultural por gobierno, la “Orden Marcelo Quiroga Santa Cruz” por el Congreso Nacional, y el título de “Patricio Benefactor del Arte y la Cultura” por el gobierno de la ciudad de El Alto.

## Muerte

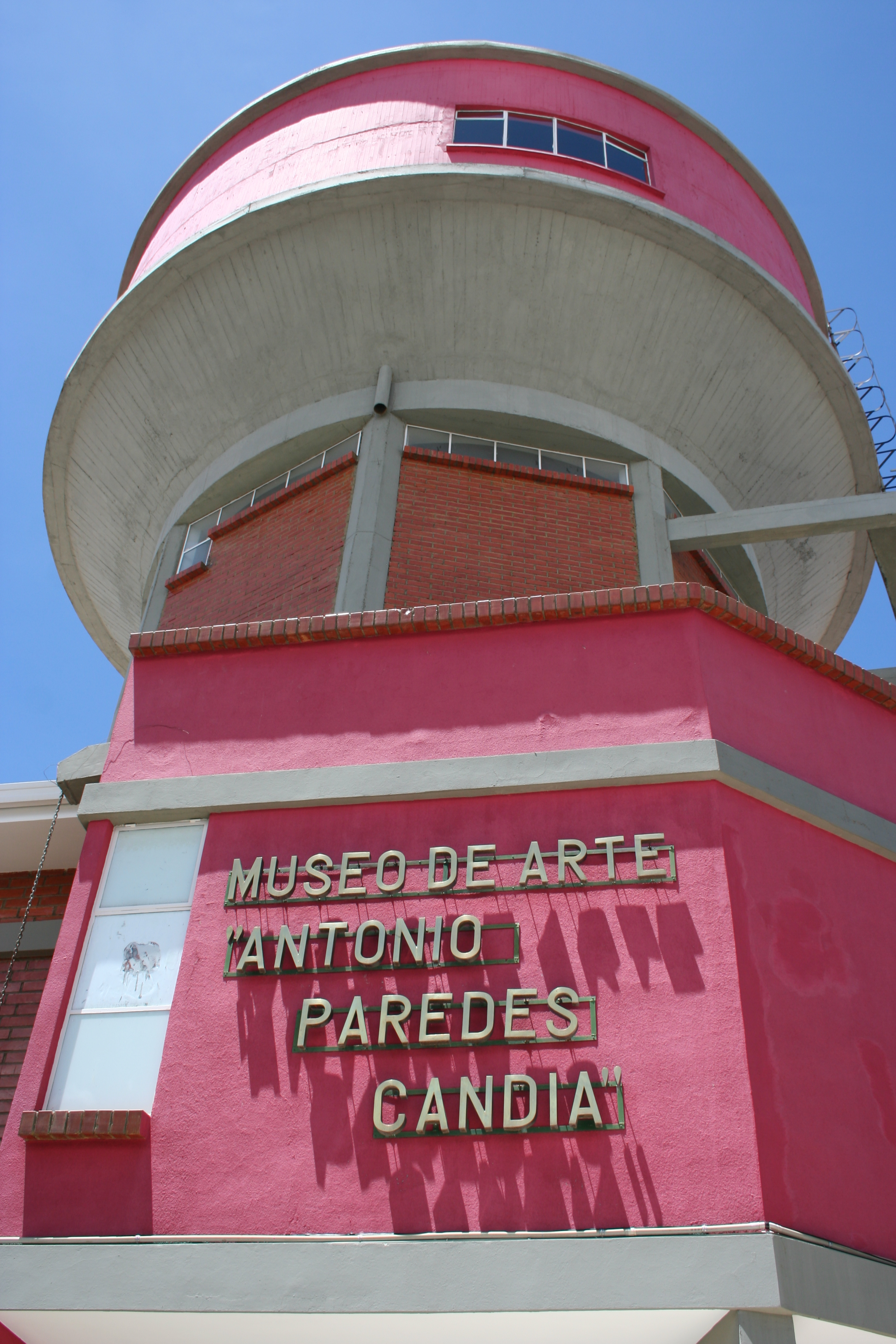
Museo Antonio Paredes Candia

Antonio Paredes Candia falleció el 12 de diciembre de 2004 en un departamento del Hotel Victoria ubicado en la calle Sucre de la ciudad de La Paz; hotel que había sido construido sobre el terreno de la casa en que nació. Su funeral fue velado con un cuarteto de cuerdas de El Alto seguido por una procesión doliente que acompañó el ataúd hasta las puertas de su museo, entre ellos una banda improvisada de niños callejeros con instrumentos construidos por ellos mismos, usando baldes a la vez de tambores y zampoñas hechas de tubos. Había muerto el “Tío Antonio”, y toda la ciudad de El Alto estaba de duelo.  
Lúcido hasta sus últimos segundos, dio instrucciones precisas sobre el protocolo que debería seguirse en su entierro. Entre estas instrucciones decidió ser enterrado en las puertas de su museo, en medio de dos capas de cal viva. En su tumba se erigió una estatua con la figura que todos recuerdan, su largo saco, bufanda y paraguas, como todo un caballero antiguo. En su lecho la inscripción “La tierra para la tierra”. Ahora permanece en el museo como guardián de las obras que donó en vida. “Mis restos son enterrados en el museo para poder custodiar todo este patrimonio y el primero que se lleve algún cuadro u obra de arte me lo llevaré a él. ¡Cuidado!”.    
Los libros de Paredes Candia siguen estando entre los más leídos, en especial las obras para niños. Lamentablemente tanto la reedición de los mismos como el cuidado del museo han sido dejados totalmente de lado. Prácticamente el 80 por ciento de la obra del escritor está agotada y por no ser impresa nuevamente está desapareciendo a paso veloz. El museo también se encuentra bastante descuidado, lo cual llama la atención de solo imaginar el inmenso valor cultural de las obras que en él se encuentran y el silencio con el que los familiares de Paredes Candia participan de semejante barbarie de la cual antes ya han sido víctimas tantos otros grandes.      
La alcaldía del El Alto construyó un monumento a la entrada de Ciudad Satélite en memoria de quien en vida fue un profundo amante de amada patria Bolivia.

## Obra
Antonio Paredes Candia cuenta con una vasta bibliografía, habiendo editado más de 113 publicaciones en vida. Es difícil tener cuenta de la cantidad exacta o de todos los títulos escritos por el autor dada la discontinuidad de la publicación de sus obras.
- Literatura folklórica
- Los pájaros en los cuentos de nuestro folklore
- El folklore escrito en la ciudad de La Paz
- Folklore en el valle de Cochabamba: el sombrero
- Folklore en el valle de Cochabamba: dos fiestas populares
- Todos santos en Cochabamba
- Comercio popular en la ciudad de La Paz
- Fiestas populares de la ciudad de La Paz
- Folklore de la Hacienda Mollepampa
- Bibliografía del folklore boliviano
- La danza folklórica en Bolivia
- Antología de tradiciones y leyendas. Tomos I, II, III, IV, V
- Artesanías e industrias populares de Bolivia
- Juegos, juguetes y divertimentos del folklore boliviano
- La trágica vida de Ismael Sotomayor y Mogrovejo
- Brujerías, tradiciones y leyendas de Bolivia. Tomo I, II, III, IV, V
- Selección de teatro boliviano para niños
- Vocablos aymaras en el habla popular paceña
- Diccionario mitológico de Bolivia
- Cuentos populares bolivianos
- Adivinanzas de doble sentido
- Adivinanzas bolivianas para niños
- Refranes, frases y expresiones populares de Bolivia
- Fiestas de Bolivia. Tomo I y II
- El apodo en Bolivia
- Voces de trabajo, invocaciones y juramentos populares
- El sexo en el folklore boliviano
- Costumbres matrimoniales indígenas
- De la tradición paceña, 1982 (folklore y tradiciones de la ciudad de La Paz) Ediciones "Isla"
- El Zambo salvito
- Kjuchi cuentos
- Once anécdotas del libertador
- Cuentos bolivianos para niños
- Poesía popular boliviana (de la tradición oral)
- Las mejores tradiciones y leyendas de Bolivia
- Folklore de Potosí
- Tradiciones orureñas
- El folklore en la ciudad de La Paz. Dos fiestas populares: el carnaval y la Navidad
- Cuadernos del folklore boliviano
- Cuentos de curas
- Otros cuentos de curas
- Anécdotas bolivianas
- Penúltimas anécdotas bolivianas
- Las Alacitas (fiesta popular de la ciudad de La Paz)
- La comida popular boliviana
- Aventuras de dos niños
- Teatro boliviano para niños
- Cuentos de maravilla para niños (de almas, duendes y aparecidos)
- Ellos no tenían zapatos, 1989, novelín.
- Los hijos de la Correista
- El Rutuchi (una costumbre antigua)
- La historia de Gumercindo
- El molino quemado
- La chola boliviana
- Otras anécdotas bolivianas
- Últimas anécdotas bolivianas
- Leyendas de Bolivia
- Tradiciones de Bolivia
- Brujerías de Bolivia
- Estribillos populares de carácter político
- Literatura oral del Beni
- Diccionario del saber popular. Tomos I y II
- Isolda (la historia de una perrita)
- Doña Fily
- Las muchas caras de mi ciudad
- Historia de la bella Elena (novelín), 2003, Ediciones "Isla"
- El castigo
- Bandoleros, salteadores y raterillos
- De rameras, burdeles y proxenetas
- Juegos tradicionales bolivianos
- La serenata y el adorado pasacalle
- “De profundis clamavi”
- Algunos aperos populares en la vida campesina
- Anécdotas de gobernantes y gobernados
- Letreros, murales y grafitis
- El banquete: su historia y tradición en Bolivia
- Folklore y tradición referente al mundo animal
- Folklorización del cuento Español en la cultura popular boliviana
- Teatro de Guiñol
- Gastronomía nacional y literatura
- La muru imilla
- Mis cuentos para niños
- Tukusiwa o la muerte
- Folklore de Cochabamba
- Lenguaje mímico
- Quehaceres femeninos
- Tradiciones orureñas, 1980, homenaje al Bicentenario del grito libertario de Oruro. Ediciones "Isla".

## Premios y reconocimientos
- "Orden Parlamentaria al Mérito Democrático Marcelo Quiroga Santa Cruz" otorgada por el Honorable Congreso de Bolivia.
- "Patricio benefactor del arte y la cultura" por el gobierno de la ciudad de El Alto.
- "Medalla Simón Bolívar"
- "Medalla al Mérito Cultural" otorgada por el gobierno del presidente Carlos Mesa Gisbert
- El Museo de Arte de la ciudad de El Alto lleva su nombre.
- En agradecimiento a su libro "Folklore de Potosí" el alcalde René Joaquino bautiza al colegio más grande de la ciudad con el nombre de Antonino Paredes Candia.
- La unidad educativa "Antonio Paredes Candia" en la ciudad de El Alto lleva su nombre.
- "Doctor Honoris Causa" por la Universidad Privada Franz Tamayo.

## Homenajes
El Gobierno Municipal de La Paz, emplazó una placa en su honor en el paseo Marina Núñez del Prado recordando su labor como librero, la asociación nacional de libreros, lleva su nombre.